# Lorttjärnen (Stora Tuna socken, Dalarna)
Lorttjärnen är en sjö i Borlänge kommun i Dalarna och ingår i Dalälvens huvudavrinningsområde.